# هوهوليف (محافظة كييف)
هوهوليف (Гоголів) هي قرية في محافظة كييف في أوكرانيا.